# Apamea semiconfluens
Apamea semiconfluens là một loài bướm đêm trong họ Noctuidae.